# Chomelia rubra
Chomelia rubra är en måreväxtart som beskrevs av David H. Lorence och Charlotte M. Taylor. Chomelia rubra ingår i släktet Chomelia och familjen måreväxter.
Artens utbredningsområde är Panamá. Inga underarter finns listade i Catalogue of Life.